# Liste du patrimoine culturel immatériel de l'humanité à Madagascar
Cet article recense les pratiques inscrites au patrimoine culturel immatériel à Madagascar.

## Statistiques
Madagascar ratifie la convention pour la sauvegarde du patrimoine culturel immatériel le 31 mars 2006. La première pratique protégée est inscrite en 2008.
En 2023, Madagascar compte 3 éléments inscrits au patrimoine culturel immatériel, sur la liste représentative.

## Listes

### Liste représentative
Les éléments suivants sont inscrits sur la liste représentative du patrimoine culturel immatériel de l'humanité :
| Élément                                                                 | Type                                                                               | Subdivision   | Année | Lien  | Notes | Illus. |
| ----------------------------------------------------------------------- | ---------------------------------------------------------------------------------- | ------------- | ----- | ----- | ----- | ------ |
| Le savoir-faire du travail du bois des Zafimaniry                       | savoir-faire liés à l’artisanat traditionnel                                       |               | 2008  | 00080 |       |        |
| Le Kabary malagasy, art oratoire malagasy                               | pratiques sociales, rituels et événements festifs traditions et expressions orales |               | 2021  | 01741 |       |        |
| Le Hiragasy, art du spectacle des Hautes terres Centrales de Madagascar | traditions et expressions orales arts du spectacle                                 | Hautes Terres | 2023  | 01740 |       |        |

### Patrimoine immatériel nécessitant une sauvegarde urgente
Madagascar ne compte aucun élément sur la liste du patrimoine immatériel nécessitant une sauvegarde urgente.

### Registre des meilleures pratiques de sauvegarde
Madagascar ne compte aucune pratique listée au registre des meilleures pratiques de sauvegarde.